# Ubaidullah Sindhi

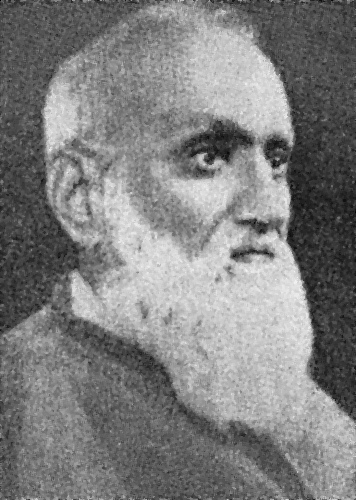
Ubaidullah Sindhi

Ubaidullah Sindhi (geb. 1872 in Distrikt Sialkot, Punjab, Indien (heute: Pakistan); gest. 1944) war ein islamischer Gelehrter und indischer Freiheitskämpfer aus der Deobandi-Bewegung. Er studierte an der Dar ul-Ulum Deoband. Er war ein unter dem Einfluss eines Sindhipirs zum Islam übergetretener ehemaliger Sikh.
Die deutsche Islamwissenschaftlerin Annemarie Schimmel verortet ihn in dem folgenden Umfeld:

„Mahmud al-Hasan, der Shaikh al-Hind und Leiter von Deoband, der sich nach Mekka zurückgezogen hatte, konspirierte mit den Türken von der heiligen Stadt aus und versuchte, durch den jungen Deobandi Ubaidullah Sindhi von Kabul aus ein Eingreifen der Türken in Indien vorzubereiten. In dieser Atmosphäre verdichtete sich das antibritische Gefühl, und in dem von M. A. Jinnah weitgehend inspirierten Lucknow-Pakt von 1916 wurde eine Verständigung zwischen Hindus und Muslimen über die Rechte der Muslime in künftigen Wahlkämpfen erzielt.“

In Moskau war Ubaidullah eine Zeitlang Gast der Kommunistischen Partei der Sowjetunion, er reiste in die Türkei Atatürks und ließ sich dann in Mekka nieder, wo er seinen Korankommentar und andere Werke verfasste, bis er 1938 nach Indien zurückkehren durfte.